# Ante Katalinić (mariolog)
Ante Katalinić (Kaštel Novi, 4. travnja 1916.), hrvatski katolički svećenik, isusovac, teolog i duhovni pisac. 

## Životopis
U isusovački je red ušao 1938. godine. Doktorski je studij imao na Katoličkom bogoslovnom fakultetu u Zagrebu, na kojem je doktorirao 1960. godine. Doktorirao je na temu Blažene Djevice Marije i hrvatskog mariologa Lovre Grizogona. Njegova disertacija je bila Kraljevska vlast Marijina u djelu Mundus Marianus od Lovre Grizogona. Od tada se bavi Djevicom Marijom, koja je njegova dominantna tema. Od hrvatskih značajnika, pisao je o Lovri Grizognonu, Bartulu Kašiću, Petru Luciću, Marku Maruliću, Bazilu Gradiću, Od filozofskih tema, pisao je i o čovjekovom titanizmu, antropoteozi, ontologiji, ateizaciji i drugo.
Napisao je mnoštvo djela. U području mariologije je napisao preko stotinjak studija i članaka, pisao je o filozofskim problemima, ukupno preko dvjesta članaka. Pisao je za list Mariju, Glasnik Srca Isusova i Marijina, Glas Koncila, Obnovljeni život, Život i druge, a radovi su mu izašli u Marianumu (listu reda Ordo Servorum Mariae), Veritasu, zborniku Kačiću, zbirci De cultu Mariano Papinske međunarodne marijanske akademije i ine.

## Djela
(izbor iz knjiga)
- Dobri otac Antić, Split, 1967.
- Naš veliki Lang, Zagreb, 1970.
- Veliki hrvatski mariolog Lovro Grizogon o marijanskom nazoru na svijet, Zagreb, 1971.
- Klaudija svjedoči, Zagreb, 1975.
- Psovkom okaljana rodna gruda, Zagreb, 1983.
- Marija - velika nada Hrvata. Marijina nazočnost u povijesti hrvatskog naroda, Pokret krunice za obraćenje i mir, Zagreb, 1998.